# Ovale Teppichmuschel
Die Ovale Teppichmuschel (Timoclea ovata) ist eine Muschelart aus der Familie der Venusmuscheln (Veneridae) in der Ordnung der Venerida. 

## Merkmale
Das gleichklappige, mäßig aufgeblähte Gehäuse erreicht eine Länge von 19 mm. Es ist leicht ungleichseitig, die Wirbel liegen leicht vor der Mittellinie bezogen auf die Gehäuselänge. Juvenile Gehäuse sind gerundet-dreieckig, adulte Gehäuse eher quer elliptisch. Die herzförmige Lunula ist nur schwach definiert mit einer radialen Linien. Die Area ist elliptisch. Das Ligament ist eingesenkt und erstreckt sich auf ein Viertel der Länge des hinteren Dorsalrandes. Das Schloss besteht aus drei Kardinalzähnen in rechter und linker Klappe; Lateralzähne fehlen. Der Gehäuserand ist fein gekerbt. Die Mantellinie ist flach eingebuchtet, die Bucht ist gerundet dreieckig. 
Die Schale ist dünn, aber fest. Die Ornamentierung besteht aus ca. 50 feinen, radialen Rippen, die sich mit feinen konzentrischen Gruben kreuzen und ein gitterartiges Muster bilden. Die Kreuzungsstellen sind zu kleinen Knoten verdickt. Das dünne Periostracum glänzt matt. Die Farbe variiert von Weiß, Gelb bis Beige, gelegentlich mit rotbraunen Flecken oder Strichen.
Timoclea ovata var. marmorata

Rechte und linke Klappe des gleichen Tieres:

Rechte Klappe
Linke Klappe

Timoclea ovata var. paucicostata

Rechte und linke Klappe des gleichen Tieres:

Rechte Klappe
Linke Klappe

## Geographische Verbreitung und Lebensraum
Das Verbreitungsgebiet der Art reicht von Island und Nordnorwegen entlang der Küsten des Ostatlantiks bis nach Angola. Sie kommt auch auf den Kanarischen Inseln und den Azoren vor. Sie dringt auch in die Nordsee und über das Mittelmeer und bis ins Schwarze Meer vor. 
Sie lebt eingegraben in sandigen oder schlickigen Böden von etwa 4 Meter bis 180 Meter Wassertiefe.

## Taxonomie
Thomas Pennant führte 1777 das Taxon ursprünglich unter dem Binomen Venus ovata in die Literatur ein. Thomas Brown schlug 1827 für diese Art den Gattungsnamen Timoclea vor. Die Gattung Timoclea wird allgemein als gültige Gattung akzeptiert.

## Belege

### Online
- Marine Bivalve Shells of the British Isles: Timoclea ovata (Pennant, 1777) (Website des National Museum Wales, Department of Natural Sciences, Cardiff)